# روبرت باثورست
روبرت باثورست (بالإنجليزية: Robert Bathurst)‏ (و. 1957  م) هو ممثل مسرحي، وممثل أفلام بريطاني، ولد في أكرا، بدأ مشواره المهني سنة 1980.

## التعليم
تعلم في كلية بمبروك ‏.

## وصلات خارجية
- روبرت باثورست على موقع IMDb (الإنجليزية)
- روبرت باثورست على موقع ألو سيني (الفرنسية)
- روبرت باثورست على موقع ميوزك برينز (الإنجليزية)
- روبرت باثورست على موقع أول موفي (الإنجليزية)
- روبرت باثورست على موقع قاعدة بيانات الأفلام السويدية (السويدية)
- روبرت باثورست على موقع قاعدة بيانات الفيلم (الإنجليزية)
- روبرت باثورست على موقع كينوبويسك (الروسية)